# Es lebe das Laster
Es lebe das Laster ist das 45. Studioalbum des österreichischen Musikers Udo Jürgens, das im September 2002 erschien.

## Entstehung und Veröffentlichung
Die Erstveröffentlichung von Es lebe das Laster erfolgte am 30. September 2002 bei Ariola. Das Album erschien in seiner Originalausführung als CD mit 15 Titeln (Katalognummer: 74321 95340 2). Am 24. März 2003 erschien eine Neuauflage, die sogenannte „2nd Edition“, die um drei Bonustitel erweitert wurde (Katalognummer: 82876 51392 2), darunter das Lied Lieder sowie die Remixe Der erste Sahne Mix (Version 2003) und Es lebe das Laster (Party Mix).
Geschrieben und produziert wurden alle Lieder von Udo Jürgens selbst. Beim Schreibprozess bekam er Unterstützung durch verschiedene Koautoren, diese waren Thomas Christen (3 Titel), Uli Heuel (2 Titel), Wolfgang Hofer (8 Titel) und Michael Kunze (2 Titel). Die Produktion aller Lieder erfolgte unter der Mithilfe von Peter Wagner. Christian Lohr war zudem Koproduzent bei Wenn nicht wir, wer dann. Das Album wurde in den Studios Basic Studio, Hansa Tonstudios, Home Studios, Powerplay Studios sowie Sound Studio N unter anderem in Hamburg und München aufgenommen. Die Streicher wurden von den Berlin Opera Strings eingespielt.

## Titelliste
1. Es lebe das Laster – 3:34
2. Es lebe das Laster (Fanfare) – 0:36
3. Folgst Du mir – 4:43
4. Weichei – 3:15
5. Solang’ mich deine Liebe trägt – 4:18
6. Alle Macht den Gefühlen – 4:13 (feat. Kerstin Ibald)
7. Schöne Grüsse aus der Hölle – 4:27
8. Engel einer Nacht – 4:22
9. Flug LH 804 – 3:40
10. Sommer in Berlin – 3:44
11. Wenn nicht wir, wer dann – 3:59
12. Mach’ Dir Deine Welt – 3:36
13. Wenn ich nach Hause komm’ – 3:53
14. Mensch Alter, mach’s gu – 3:55
15. Die Leichtigkeit des Seins – 4:05

## Rezensionen
Laut.de vergab 3 von 5 Sternen und titelte: „Der Charmeur hat sein Heimspiel-Feld der Liebe schon besser beackert.“ Stefan Johannesberg schrieb: „Auch die obligatorische orchestrale Hymne Die Leichtigkeit des Seins kann das Album nicht mehr vor dem Mittelmaß retten. Ein Udo Jürgens-Mittelmaß natürlich, das 99 Prozent aller Künstler selbst mit siebzig nicht erreichen werden.“

## Kommerzieller Erfolg

### Chartplatzierungen
| ChartsChartplatzierungen | Höchstplatzierung | Wochen |
| ------------------------ | ----------------- | ------ |
| Deutschland (GfK)        | 27 (10 Wo.)       | 10     |
| Österreich (Ö3)          | 8 (13 Wo.)        | 13     |

### Auszeichnungen für Musikverkäufe
| Land/Region       | Auszeichnungen für Musikverkäufe (Land/Region, Auszeichnung, Verkäufe) | Verkäufe |
| ----------------- | ---------------------------------------------------------------------- | -------- |
| Österreich (IFPI) | Gold                                                                   | 20.000   |
| Insgesamt         | 1× Gold ·                                                              | 20.000   |